# Chorispora purpurascens
Chorispora purpurascens är en korsblommig växtart som först beskrevs av Joseph Banks och Daniel Carl Solander, och fick sitt nu gällande namn av Alexander Eig. Chorispora purpurascens ingår i släktet hönsrättikor, och familjen korsblommiga växter. Inga underarter finns listade i Catalogue of Life.